# Fune

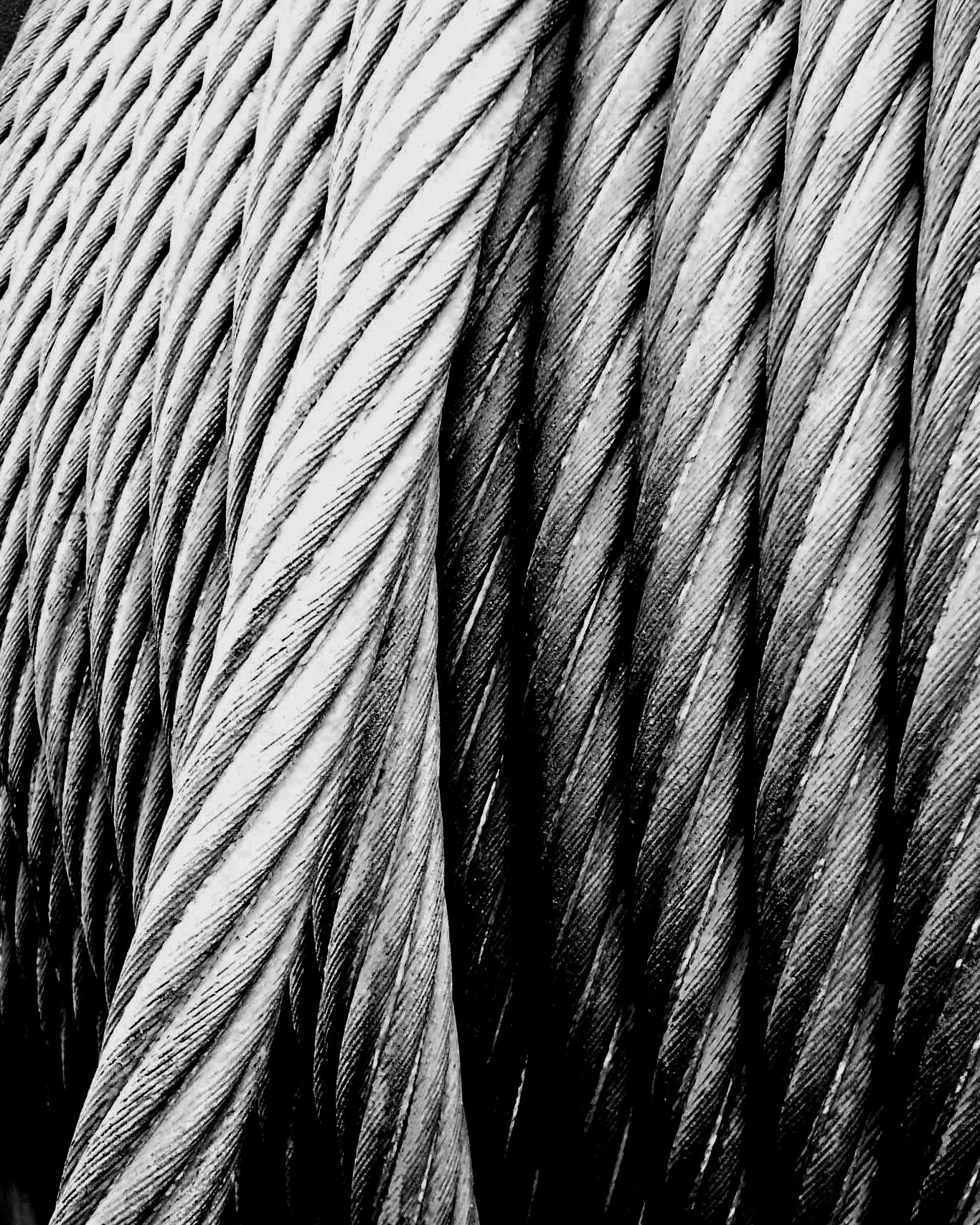
Funi metalliche

La fune è una corda costituita da un insieme di fili metallici o di fibra tessile strettamente avvolti a forma di spirale. Qualora sia costituita da più fili avvolti a spirale attorno un'anima è detta trefolo.
L'invenzione della fune metallica a trefoli paralleli è attribuita a Wilhelm August Julius Albert.

## Tipi
Le varietà, tecnicamente denominate formazioni, di funi in acciaio dipendono dal tipo di impiego al quale esse sono destinate. In base alle necessità specifiche, è possibile incrementare la sezione metallica (diminuendone però la flessibilità) con l'adozione di fili supplementari che riempiono gli spazi vuoti e/o mediante procedimenti di compattazione (i singoli trefoli vengono " compressi " prima della cordatura, che è l'operazione con cui essi vengono avvolti a formare la fune) o martellatura (la fune finita, di diametro leggermente maggiore rispetto a quello finale, viene "compressa").
A seconda del senso di avvolgimento dei trefoli e dei fili, le funi vengono chiamate:
- crociata destra, detta anche Zs (trefoli avvolti verso destra, fili avvolti verso sinistra)
- crociata sinistra, detta anche Sz (trefoli avvolti verso sinistra, fili avvolti verso destra)
- parallela (Lang) destra, detta anche Zz (trefoli e fili avvolti verso destra)
- parallela (Lang) sinistra, detta anche Ss (trefoli e fili avvolti verso sinistra).

La fune illustrata è parallela destra. La maggior parte delle funi ha avvolgimento destro; funi con avvolgimento sinistro sono utilizzate normalmente in coppia con funi destre per compensare i relativi momenti rotatori.
Esistono vari tipi di fune, tra questi si possono ricordare:
- fune parallela o crociata: fune con i fili attorcigliati nello stesso senso e in senso opposto ai trefoli che li costituiscono (la fune parallela ha una resistenza all'usura maggiore grazie alla superficie di contatto dei fili elementari lineare e non puntiforme come nella fune crociata).
- fune antigirevole (più correttamente detta a bassa tendenza rotatoria in quanto nessuna fune d'acciaio è completamente priva di momento rotatorio salvo la fune quadra): fune metallica con costruzione a strati sovrapposti di trefoli con avvolgimenti opposti, utilizzata soprattutto nel sollevamento di carichi non guidati con sbraccio elevato - ad es. gru a torre per edilizia, autogrù, gru di bordo.
- la fune impropriamente detta spiroidale (in effetti è un semplice trefolo), insieme molto rigido rispetto al diametro costituito da uno o più strati di fili avvolti attorno ad un filo centrale.
- fune chiusa: fune rigida a struttura spiroidale in cui la parte esterna è composta da fili profilati attorcigliati gli uni negli altri. La superficie esterna ha forma cilindrica e relativamente liscia. Questo tipo di fune viene utilizzata in particolare come portante nelle teleferiche.
- fune di coda, una fune metallica utilizzata nelle teleferiche, nelle slittovie o altri impianti di trasporto similari per il movimento di retromarcia.
- fune preformata: fune costituita da fili e trefoli ritorti a elica prima dell'avvolgimento, in modo da renderne possibile il taglio senza previa legatura (la fune mantiene la forma, non si apre) e minimizzando le tensioni interne che ne pregiudicano funzionalità e durata (attualmente la quasi totalità delle funi, con l'eccezione talvolta delle funi antigirevoli, è preformata).
- funeguida, fune utilizzata nelle gru per tenere nella giusta posizione il carico in sollevazione.
- fune di freno (o funefreno).

## Struttura delle funi di acciaio

Vista in sezione trasversale della struttura delle funi di acciaio

La struttura delle funi in acciaio è variabile in funzione alle specifiche necessità dovute all'impiego finale. Per semplicità è possibile suddividere le funi in due famiglie distinte: con anima/e in fibra tessile e con anima in acciaio.
Le funi sono generalmente di sezione circolare; possono, tuttavia, anche avere forma piatta (fune piana) il cui impiego è specifico in particolari settori quali ad es. le miniere, nel qual caso gli elementi costitutivi giustapposti ed intrecciati tra loro rendono stabile il cavo.
Una fune d'acciaio è formata da un certo numero di fili d'acciaio normalmente arrotolati in trefoli, a loro volta arrotolati attorno a un'anima centrale costituita a sua volta da un trefolo o da una vera e propria fune d'acciaio di diametro inferiore, o un'anima tessile, attualmente comunemente in polipropilene; in passato erano utilizzate maggiormente fibre naturali: canapa o sisal, ora meno diffuse, salvo in funi particolari (es. funi per ascensori).
L'anima metallica aumenta dell'8% circa il carico di rottura della fune rispetto all'anima in fibra tessile, ma ne riduce la flessibilità. L'anima in fibra tessile inoltre svolge l'importante funzione di serbatoio per il lubrificante. Il filo d'acciaio è ottenuto per trafilatura attraverso una filiera costituita da una pastiglia di carburo di tungsteno, o di diamante per i fili molto fini. L'operazione provoca un forte incrudimento dell'acciaio, che aumenta il carico di rottura, ma diminuisce fortemente l'allungamento e la flessibilità, quindi la resistenza alla rottura a fatica per flessione. Nei casi particolari in cui è richiesta, l'unione di due estremità di una fune viene effettuata per mezzo di una lunga impalmatura (per una lunghezza di fino a oltre 1000 volte il diametro), che deve essere molto curata per evitare l'aumento di diametro in corrispondenza a essa.
I tipi d'acciaio usati variano a seconda dell'utilizzazione, dall'acciaio al carbonio con carico di rottura di 1370 N/mm2, fino agli acciai più duri per funi destinate ad impieghi di sollevamento pesante con resistenza dei fili sino a 2160 N/mm2. Le funi per ascensori abitualmente hanno fili esterni con resistenza inferiore (1370 oppure 1570 N/mm2) per usurare più lentamente le pulegge dell'impianto e fili interni con resistenza maggiore (1770 N/mm2) per aumentare il carico di rottura complessivo. Esistono inoltre funi di acciaio inossidabile, avente resistenza 1470-1570 N/mm2, per usi particolari (nautica, industria chimica, industria alimentare, centrali atomiche, usi militari e ovunque sia richiesta una elevatissima resistenza agli agenti chimici ed atmosferici o permeabilità magnetica). Nella fune cosiddetta antigiro o antigirevole i trefoli hanno avvolgimenti alternati strato per strato, per cui i relativi momenti rotatori si annullano parzialmente: si ha così una fune con tendenza a svolgersi inferiore rispetto ad una fune non antigirevole.
Questa tendenza non è mai nulla, in quanto geometricamente è impossibile costruire un fune la cui somma dei momenti rotatori sia zero, con l'unica eccezione della fune intrecciata a sezione quadra, utilizzata esclusivamente per la messa in tensione meccanica di conduttori elettrici. Nell'avvolgimento parallelo, detto anche Lang, trefoli e fili sono avvolti nello stesso verso: la fune così ottenuta ha una maggiore resistenza all'usura provocata dallo sfregamento dei fili su sé stessi, ma ha una tendenza a svolgersi maggiore e non può essere usata per alcuni impieghi quali la costruzione di imbragaggi per sollevamento.
Per conferire alle funi in acciaio al carbonio una maggior resistenza alla corrosione atmosferica i fili elementari possono essere rivestiti di uno strato di zinco mediante elettrolisi a caldo.
Le caratteristiche delle funi d'acciaio (formazione, resistenza dei fili, diametri, tolleranze, carichi minimi di rottura, pesi, normative di collaudo e quant'altro) sono definite da normative internazionali: le più diffuse sono le ISO (mondiali) e le EN (europee), recepite dalla italiana UNI.

## Utilizzi

Esempio di utilizzo di funi per il sollevamento di un'apparecchiatura

Le funi sono talvolta usate per la trasmissione d'energia meccanica per mezzo di pulegge di ghisa, a gola tornita, tra i fianchi della quale la fune dev'essere incastrata senza toccare il fondo; si possono anche usare pulegge a gole multiple, con diverse funi in parallelo, quando lo sforzo da trasmettere è notevole. Le funi sono usate anche negli apparecchi di sollevamento e per la trazione di funivie, funicolari, slittovie. Le sartie e gli stralli, sulle navi moderne, sono funi metalliche.